# Próba srebra

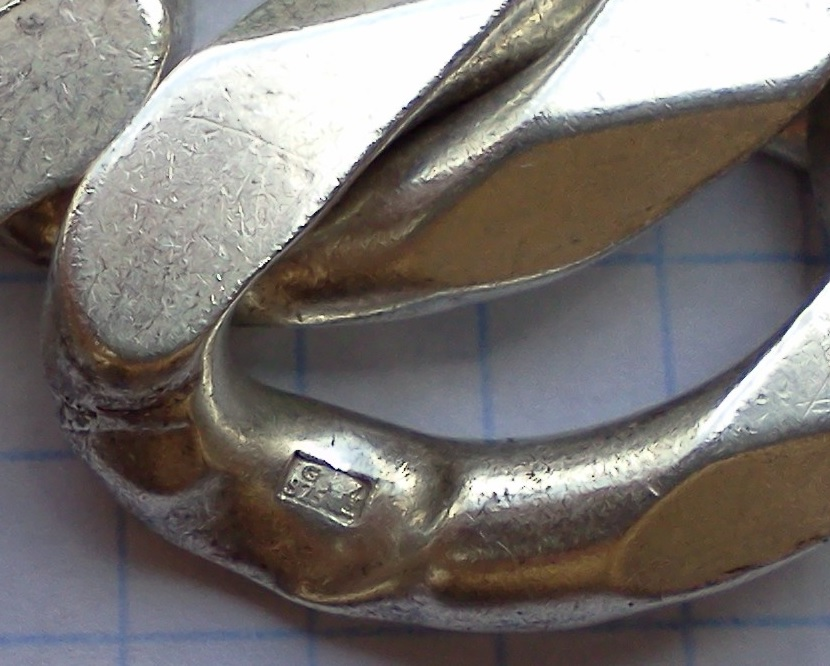
Ocechowany wyrób srebrny

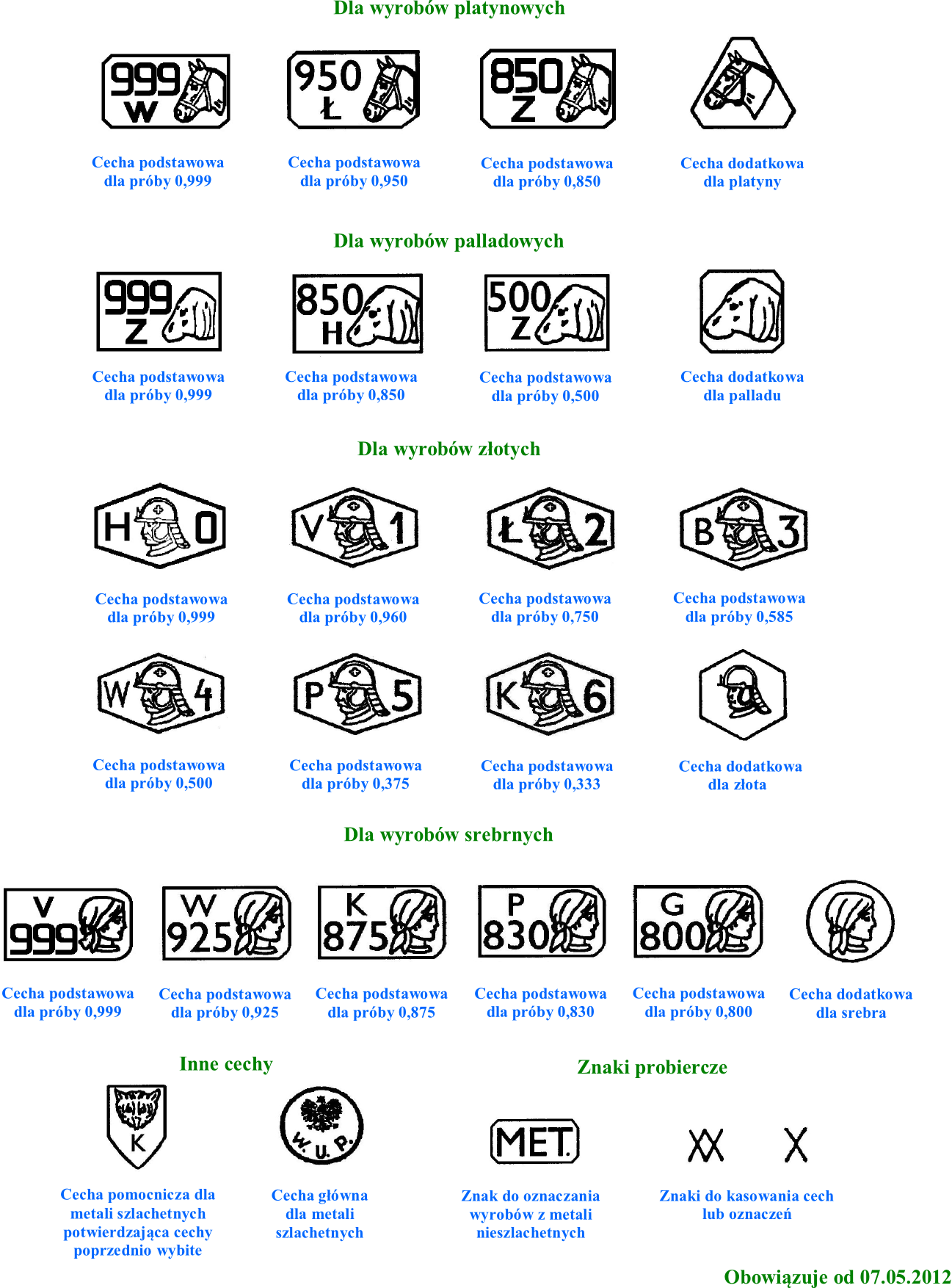
Tabela polskich cech probierczych obowiązujących od 7 maja 2012 r.

Próba srebra – sposób określenia zawartości srebra w stopie wyrażonej w promilach, np. jeśli stop zawiera 50% czystego srebra, jest ono próby 500.
Czyste srebro jest bardzo miękkie, dlatego domieszkowane jest innymi metalami, aby zwiększyć trwałość wyrobów z niego wykonanych. W celu standaryzacji ilości srebra w stopie wprowadzono tzw. próby srebra:
- próba 925 zawiera 92,5% czystego srebra
- próba 875 zawiera 87,5% czystego srebra
- próba 830 zawiera 83,0% czystego srebra
- próba 800 zawiera 80,0% czystego srebra.

Powyższy system prób podawanych w tysięcznych częściach całości obowiązuje w Polsce od 1986 roku. Przed 1986 rokiem funkcjonował system kolejnych jednocyfrowych prób, których wartości zmieniały się wraz z kolejnymi rozporządzeniami. Poniższa tabela przedstawia znaczenie kolejnych prób w zależności od roku obowiązywania:
|         | 1920–1931 | 1931–1963 | 1963–1986 |
| ------- | --------- | --------- | --------- |
| 1 próba | 940       | 940       | 916       |
| 2 próba | 875       | 875       | 875       |
| 3 próba | 800       | 800       | 800       |
| 4 próba | –         | –         | 750       |

## Historyczne próby srebra obecne na terenie Polski
Na terenie obecnej Polski do roku 1920 na terenach polskich pod zaborami posługiwano się cechami probierczymi państw sprawujących kontrolę nad danym terytorium.
Zabór rosyjski – na terenie Rosji i terytoriach zależnych funkcjonowała jednostka wagowa zołotnik. Srebro zwykle oznaczane było próbą 84 oznaczającą 84/96 czyli stop zawierający 87,5% srebra (875). Na wyrobach emaliowanych spotykana jest próba 88 oznaczająca stop zawierający 88/96 czyli 91,6% srebra (916). Od roku 1798 próba 84 (875) była najniższą prawnie dozwoloną próbą srebra dla wyrobów użytkowych i biżuterii. Na terenie zaboru rosyjskiego do roku 1851 dozwolone było bicie próby w łutach, zwykle 12 łutów, czyli stop zawierający 12/16 srebra (próba 750). Ustawa z kwietnia 1851 wprowadziła rosyjski system prób w zołotnikach, a także minimalną próbę 84 (875).
Zabór pruski – na terenie Prus do 1886 roku używano jednostki wagowej łut. Srebro znakowano próbą 12 łutów oznaczającą stop o zawartości 12/16 srebra, czyli próbę 750. Często spotykaną próbą było również 13 łutów, czyli stop o zawartości 13/16 srebra (próba 812). W roku 1888 prawnie zakazano wytwarzania znakowania próbami wyrobów o próbie niższej niż 800, oraz zmieniono system prób na określający zawartość srebra w częściach tysięcznych, np. 800, 925 itp.
Zabór austriacki – na terenie Austrii i Austro-Węgier do roku 1866 używano jednostki wagowej łut. Srebro znakowano próbą 12 łutów oznaczającą stop o zawartości 12/16 srebra, czyli próbę 750. Często spotykaną próbą było również 13 łutów, czyli stop o zawartości 13/16 srebra (próba 812). Po roku 1866 wprowadzono system prób jednocyfrowych oznaczających: 1. próba 950, 2. próba 900, 3. próba 800, 4. próba 750.